# Hypleurochilus bananensis
Hypleurochilus bananensis es una especie de pez de la familia Blenniidae en el orden de los Perciformes.

## Morfología
Los machos pueden llegar alcanzar los 10,5 cm de longitud total.

## Reproducción
Es ovíparo.

## Hábitat
Muchos de los especímenes capturados se han hallado en cavidades, fisuras entre rocas o en el interior de las valvas de especímenes muertos de Crassostrea angulata. Es un pez de mar y de clima subtropical.

## Distribución geográfica
Se encuentra en el Atlántico oriental (Congo) y el mar Mediterráneo (frente a las costas del golfo de Cádiz, Nápoles, Palermo, Argel e Israel).